# Struma ovarii
Die Struma ovarii (lat. Struma ‚Drüsenschwellung am Hals‘, ‚Geschwulst‘) ist ein überwiegend einseitig auftretender, in der Regel gutartiger Tumor der Eierstöcke. Es handelt sich dabei um eine Variante des reifen Teratoms, die zu mehr als 50 Prozent aus reifem, regulär aufgebauten Schilddrüsengewebe besteht. Es macht etwa 1 Prozent aller Ovarialtumoren und 2,7 Prozent aller reifen Teratome aus. Da die Struma ovarii überwiegend aus einem ausdifferenzierten Gewebstyp besteht, rechnet man den Tumor zu den so genannten monodermalen Teratomen.

## Geschichte
Die Erstbeschreibung der Struma ovarii erfolgte 1889 durch Boettlin, der das Vorhandensein von Schilddrüsenfollikeln in Ovarien beobachtet hatte. Weitere Berichte wurden in der Folge von Gottschalk publiziert.

## Epidemiologie
Das mittlere Manifestationsalter liegt bei etwa 45 Jahren.

## Klinik
Klinisch kann die Struma ovarii symptomlos bleiben oder durch Unterbauchschmerz, einen tastbaren Unterbauchtumor oder abnormale vaginale Blutungen auf sich aufmerksam machen. Möglich sind auch Zeichen einer Schilddrüsenüberfunktion (Hyperthyreose). Daneben werden Flüssigkeitsansammlungen in der Bauchhöhle (Aszites) und Brusthöhle (Pleuraerguss) beobachtet.

## Pathologie
Makroskopisch zeigt sich ein knotiger, solider, teils zystisch umgebauter Tumor mit glänzender, gelbbrauner Schnittfläche.
Feingeweblich findet sich reifes Schilddrüsengewebe mit normalen oder atrophischen Follikeln, die von meist abgeflachten Thyreozyten ausgekleidet und von Kolloid ausgefüllt werden. Schilddrüsengewebe ist zwar in 5–15 % der reifen Teratome nachweisbar, muss jedoch mindestens 50 Prozent des Tumors ausmachen um die Diagnose eines Struma ovarii zu rechtfertigen. Es finden sich häufig adenomartig proliferierende und papilläre Gewebsareale, die differentialdiagnostisch von einem papillären Schilddrüsenkarzinom abgegrenzt werden müssen. Das umliegende Bindegewebe zeigt eine narbige Sklerose und kann Lymphfollikel und Entzündungszellen enthalten.

### Differentialdiagnose
Differentialdiagnostisch abzugrenzen sind das Klarzellsarkom, Androblastom, das endometrioide Karzinom, Granulosazelltumoren sowie von der Schilddrüse ausgehende Malignome.

## Prognose
Als gutartige Neoplasie zeigt die Struma ovarii eine gute Prognose. In 2 Prozent der Fälle kommt es jedoch zu einer Entartung und Ausbildung papillärer Schilddrüsenkarzinome.